# Anthostomella rubicola
Anthostomella rubicola är en svampart som först beskrevs av Speg., och fick sitt nu gällande namn av Sacc. & Trotter 1913. Anthostomella rubicola ingår i släktet Anthostomella och familjen kolkärnsvampar.   Inga underarter finns listade i Catalogue of Life.